# Алис-Спрингс (аэропорт)

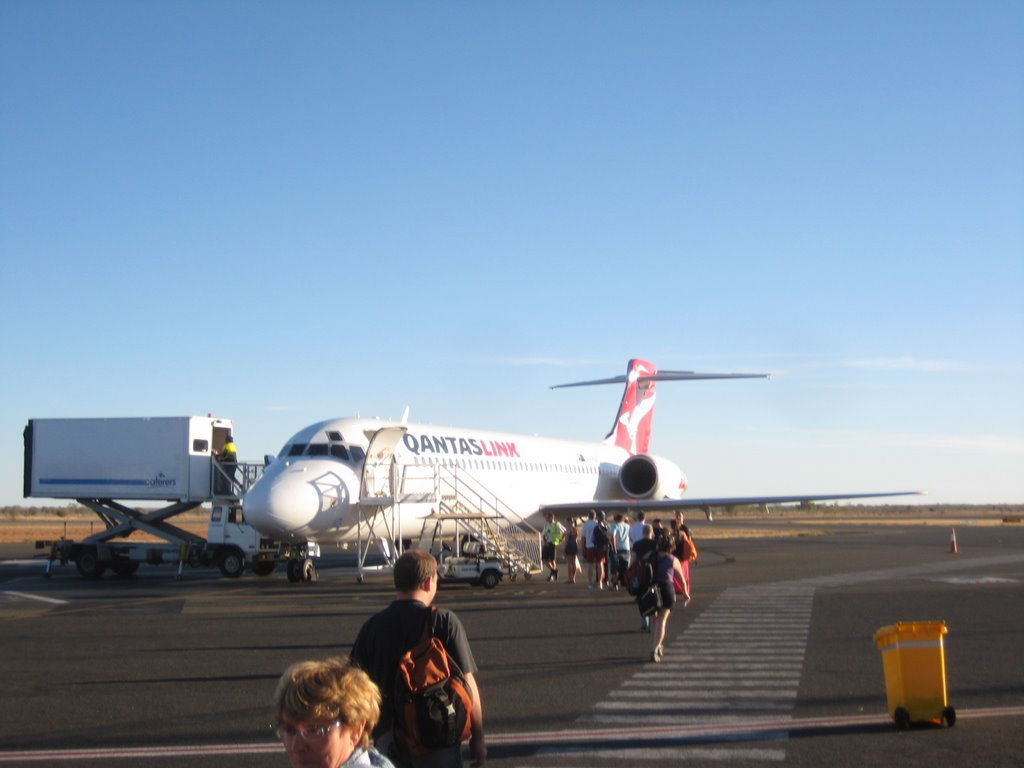
Посадка на Boeing 717 авиакомпании QantasLink

Аэропорт города Алис-Спрингс (англ. Alice Springs Airport) — небольшой региональный аэропорт, находящийся в 14 км на юг от города Алис-Спрингс, Северная территория и является семнадцатым по загруженности аэропортом Австралии. Аэропорт обслуживает только региональные рейсы, однако в праздничные дни аэропорт принимает чартерные рейсы международных авиакомпаний.

## История

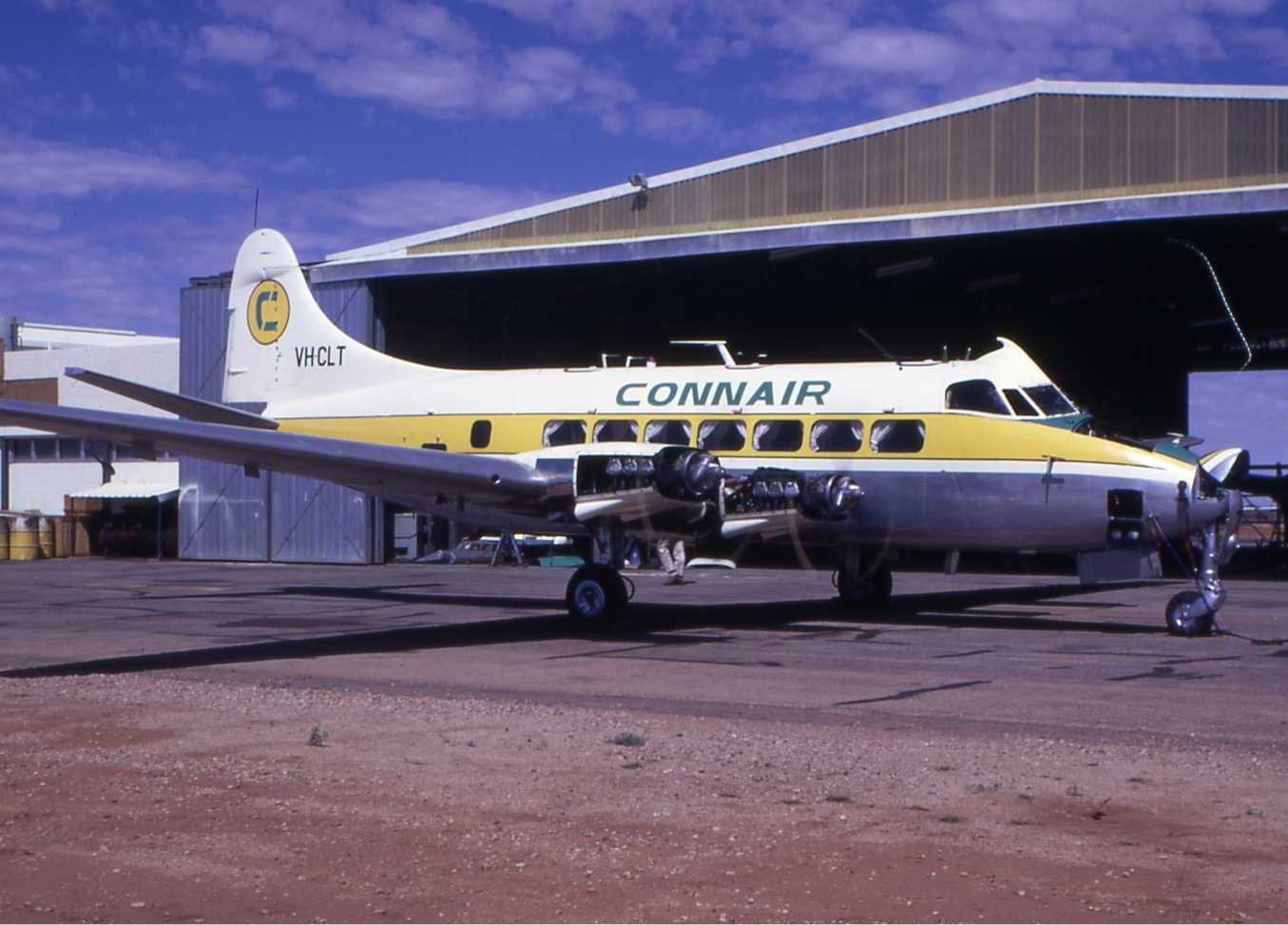
Connair de Havilland Dove в аэропорту Алиса Спрингс в начале 1970-х.

5 октября 1921 года первый самолёт авиакомпании Connellan Airways. По мере наращивания военной мощи на севере страны возникла необходимость строительства аэропорта для взлёта и посадки тяжёлых военных самолётов. В силу своего стратегически важного расположения, во время Второй Мировой войны аэродром стал перевалочным пунктом для самолётов ВВС Австралии. В 1946 году был построен семимильный аэродром. В 1956 году была построена новая ВПП длиной 2438 м, и аэропорт официально стал аэропортом города Алис-Спрингс. Старый аэродром был закрыт в 1968 году. В данный момент на его месте располагается музей авиации.

## Технические данные
Аэропорт располагает двумя ВПП с асфальтовым покрытием: 12/30 (2438 м) и 17/35 (1133 м). Способен принимать все типы воздушных судов, включая Boeing 747 и 777 (при неполной загрузке).

## Статистика аэропорта

### Общая статистика
Данные из запроса в Викиданные.

### Внутренние авиаперевозки
| Место | Аэропорт | Пассажиры | Динамика (%) |
| ----- | -------- | --------- | ------------ |
| 1     | Аделаида | 170 500   | ▲18,4        |

| Место | Аэропорт | Пассажиры | Динамика (%) |
| ----- | -------- | --------- | ------------ |
| 1     | Аделаида | 91 900    | ▼7,0         |

## Происшествия и катастрофы
- 15 ноября 1972 года в аэропорту Алис-Спрингс был предотвращен первый в истории Австралии угон самолёта. Fokker F27 авиакомпании Ansett Australia был захвачен после взлёта с аэропорта Аделаиды. Угонщик Мирослав Храбинец, угрожая пилоту оружием, потребовал направить самолёт в пустыню, а также предоставить ему парашют. Экипаж судна убедил угонщика в необходимости совершить посадку в аэропорту Алис-Спрингс. На летном поле завязалась перестрелка. Угонщик ранил полицейского, после чего застрелился[6].

- 5 января 1977 года бывший сотрудник авиакомпании Connair Колин Ричард Форман[7] вылетев на угнанном им самолёте, совершил самоубийство. При этом погибло три работника авиакомпании[8]. Позже от полученных ожогов в больнице скончалась ещё одна женщина[9].